# Ciudad Caribia
Ciudad Caribia  es el nombre que recibe una localidad conformada por un gran complejo de edificios de viviendas de interés social y con espacios deportivos, recreativos, culturales y de diversos tipos, localizado al norte del valle de Caracas y al sur de la costa del país sudamericano de Venezuela. Ocupa un gran extensión de terreno al este del Parque Nacional El Ávila (o Warairarepano) entre la parroquia Carayaca del estado La Guaira frente al sector Cerro Negro y el municipio Libertador del Distrito Capital, al norte del país sudamericano de Venezuela. Sus principales vías de comunicación son la Autopista Caracas-La Guaira y la Avenida Principal de Ciudad Caribia. Debe su nombre a los Indios Caribes. Tiene unos 10 mil habitantes según datos de 2014.

## Historia
Fue concebida en 2011 como parte de los proyectos del programa social conocido como "Gran Misión Vivienda Venezuela". Se proyectó para construir a unos 20 mil apartamentos que estarían acompañadas por otros espacios necesarios para la vida en una ciudad. Debido a la magnitud de la construcción se planteó inauguraciones por etapas, para entre otras personas acomodar progresivamente a personas de bajos recursos o aquellas afectadas por fenómenos naturales en el país y que habían quedado damnificadas, fue inaugurado con 602 apartamentos inicial en julio de 2015 fue inaugurado un distribuidor con el mismo nombre de la ciudad para facilitar la entrada y salida de vehículos al sector desde la Autopista Caracas-La Guaira. A pocos meses de cumplir sus primeros ocho años, en Ciudad Caribia se han entregado 2.356 apartamentos, ninguno con título de propiedad y únicamente quienes allí viven están en calidad de adjudicados. Las obras de construcción de un liceo y de un hospital también están paralizadas por falta de material y los integrantes de los consejos comunales desconocen cuándo continuarán con ese trabajo. El proyecto inicial contemplaba la construcción de un centro comercial que también está paralizado por falta de recursos.

## Críticas
El espacio fue criticado desde el principio con argumentos como que se alteraban espacios verdes, sobrecosto, que algunas viviendas podían ser inestables o tenían materiales inadecuados o falta de servicios adeacuados, inseguridad y dificultad para acceder a un espacio montañoso.